# Allocosa dubia
Allocosa dubia là một loài nhện trong họ wolfspinnen (Lycosidae).
Loài này thuộc chi Allocosa. Allocosa dubia được Charles Athanase Walckenaer miêu tả năm 1837.